# 恩斯特 (萊寧根親王)
萊寧根的恩斯特（德語：Ernst zu Leiningen，1830年11月9日—1904年4月5日），第四代萊寧根親王，1856年至1904年在位。

## 家庭
1858年，恩斯特與巴登大公腓特烈一世的妹妹瑪麗公主結婚，兩人共有1子1女：
1. 艾兒貝塔（1863年—1901年）
2. 埃米希（1866年—1939年）